# Locatello
Locatello ist eine italienische Gemeinde (comune) mit 825 Einwohnern (Stand 31. Dezember 2023) in der Provinz Bergamo, Region Lombardei.

## Weblinks

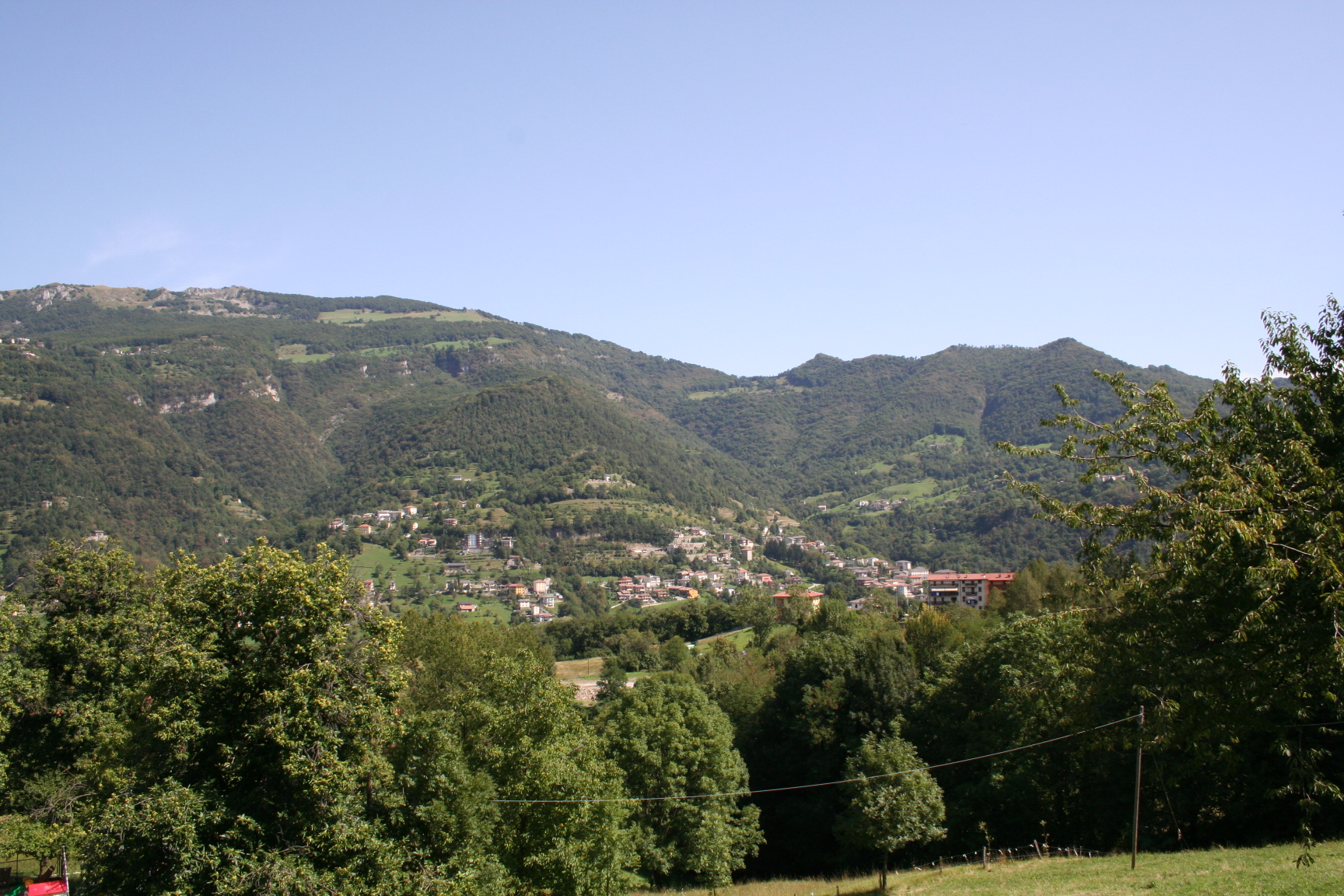
Locatello
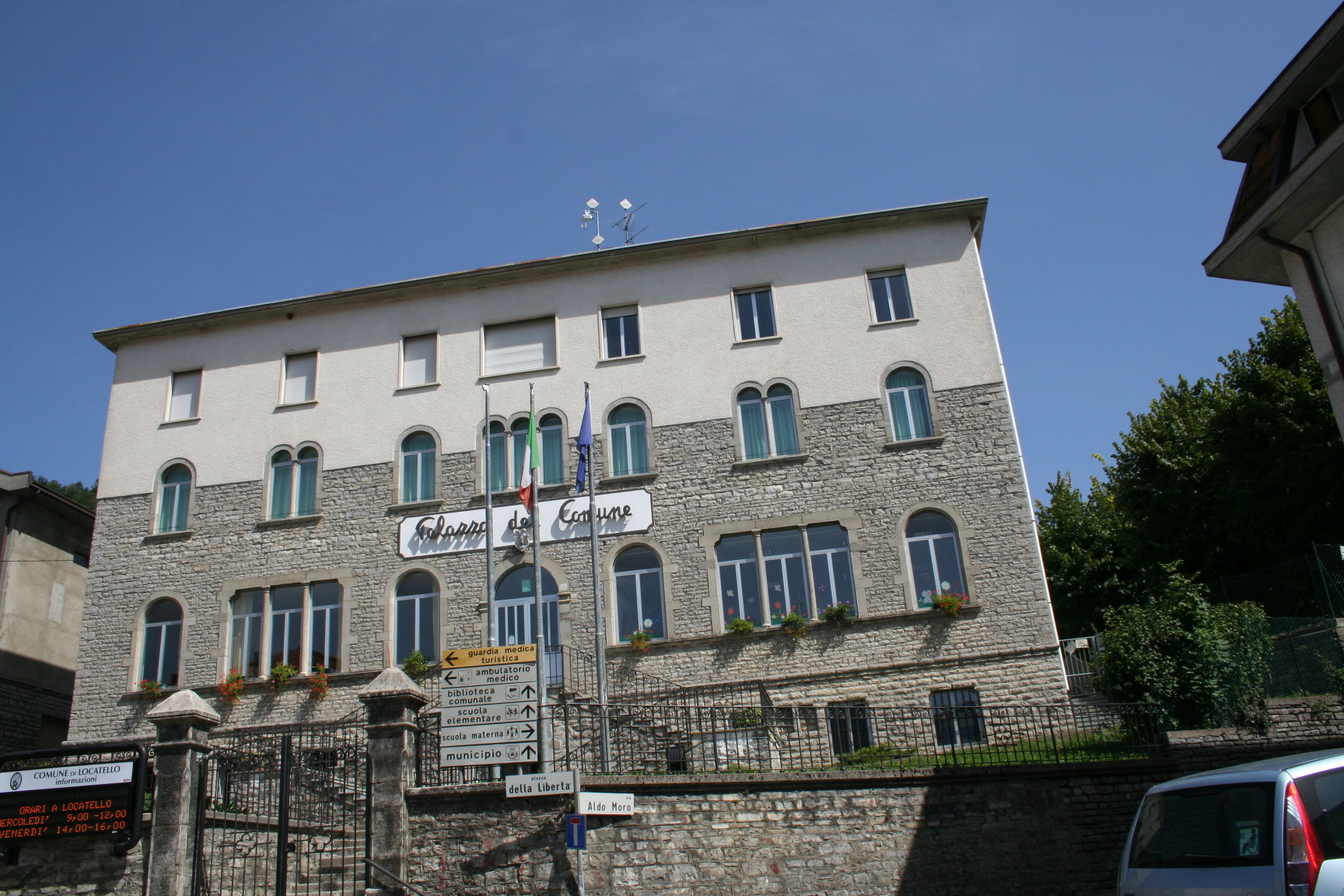
Rathaus
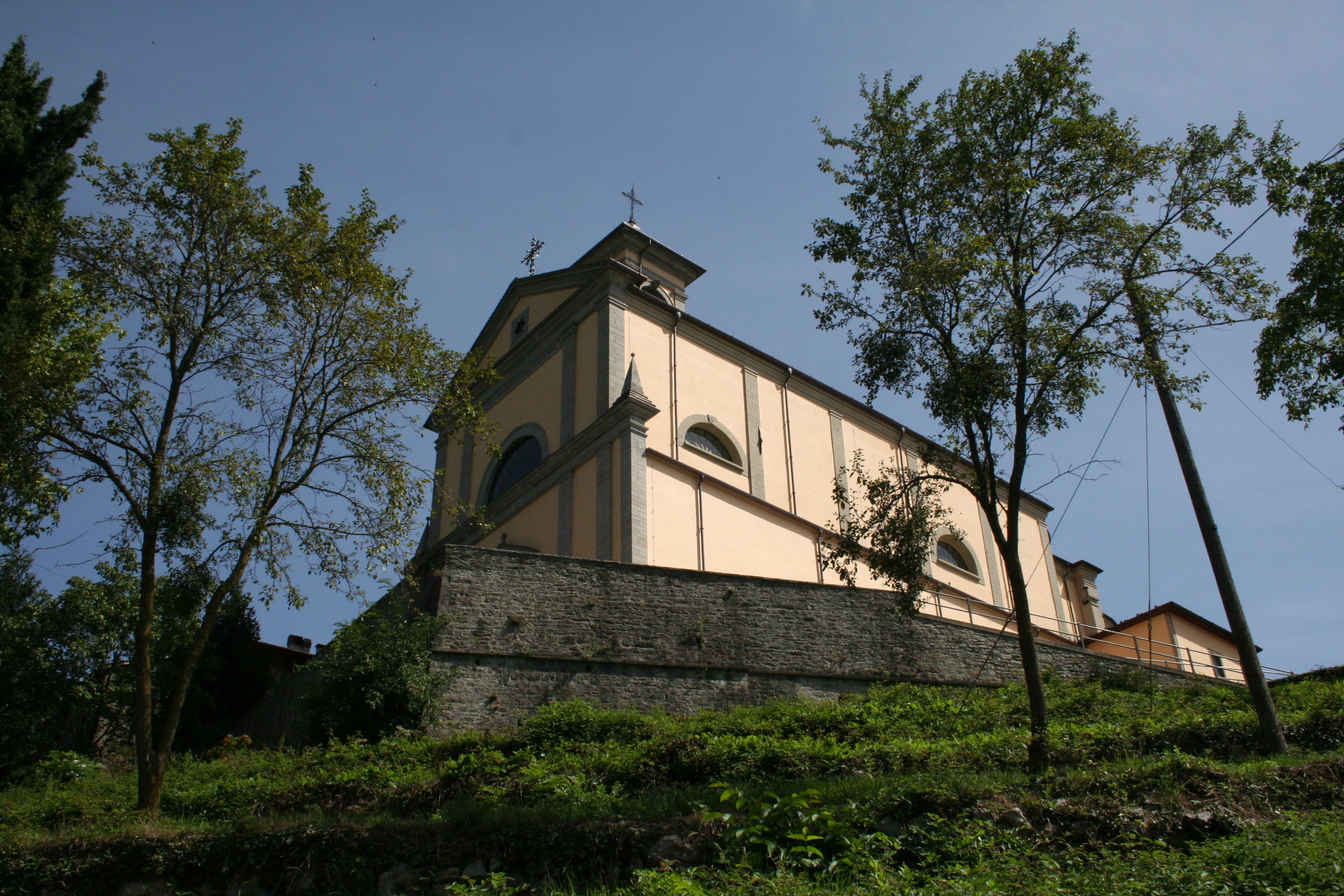
Pfarrkirche Santa Maria Assunta

## Geographie
Locatello liegt 20 km nordwestlich der Provinzhauptstadt Bergamo und 50 km nordöstlich der Metropole Mailand. Die Nachbargemeinden sind Brumano, Corna Imagna, Fuipiano Valle Imagna und Rota d’Imagna.